# Dobre-Kóthay Judit
Dobre-Kóthay Judit (Nagyszeben, 1952. június 17. –) erdélyi magyar Jászai-díjas díszlet- és jelmeztervező.

## Életpályája
1975-ben diplomáztt a Bukaresti Nicolae Grigorescu Képzőművészeti Intézet, díszlet- és jelmeztervező szakán. 1975–1987 között díszlet- és jelmeztervező Nagyszebenben, majd 1987–1991 közötti időszakban Marosvásárhelyen vállal díszlet- és jelmeztervezői munkákat. 1991–2004 között a Kolozsvári Állami Magyar Színházba kerül, majd 2004–2011 között ismét a Marosvásárhelyi Nemzeti Színházban dolgozik. Emellett 1991-től (kisebb megszakításokkal) egyetemi oktató a Marosvásárhelyi Művészeti Egyetemen és a Babeș–Bolyai Tudományegyetem Színház és Televízió Karán. 2008-tól a Marosvásárhelyi Művészeti Egyetem látványtervező szakának vezetője. 2012 óta a Szatmárnémeti Északi Színház Harag György Társulatának alkalmazott díszlet- és jelmeztervezője.

## Családja
Szülei: Miklós, diplomata és Aranka, hivatalnok. Családi állapota: özvegy. Gyermekei: Levente (1975), rendezvényszervező és Júlia (1987), művészeti titkár.

### Munkássága
Több mint 200 színházi előadás és két tévéfilm díszlet- és jelmeztervezője. Iulian Visa, Tompa Gábor és Bocsárdi László rendezők munkatársa. Hazai, magyarországi, jugoszláviai és franciaországi vendégmunkái voltak.

## Fontosabb alkotások
- Eugene Ionesco: A kopasz énekesnő (díszlet, jelmez, KÁMSZ, r: Tompa Gábor)
- Gombrowicz: Operett (díszlet, jelmez, KÁMSZ, r: Tompa Gábor)
- Molière: A mizantróp (díszlet, jelmez, KÁMSZ, r: Tompa Gábor)
- Shakespeare: Lear király (jelmez, budapesti Nemzeti Színház, r: Bocsárdi László), stb.

További színházi munkák a Hamlet.ro Adatbank jában.

## Szakmai elismerései
- Jászai Mari-díj (2005)
- EMKE-díj (1993)
- Többször díjazták hazai és külföldi fesztiválokon

## Társadalmi munkássága
- UNITER (Román Színházi Szövetség)-tag